# Maarten van den Hove

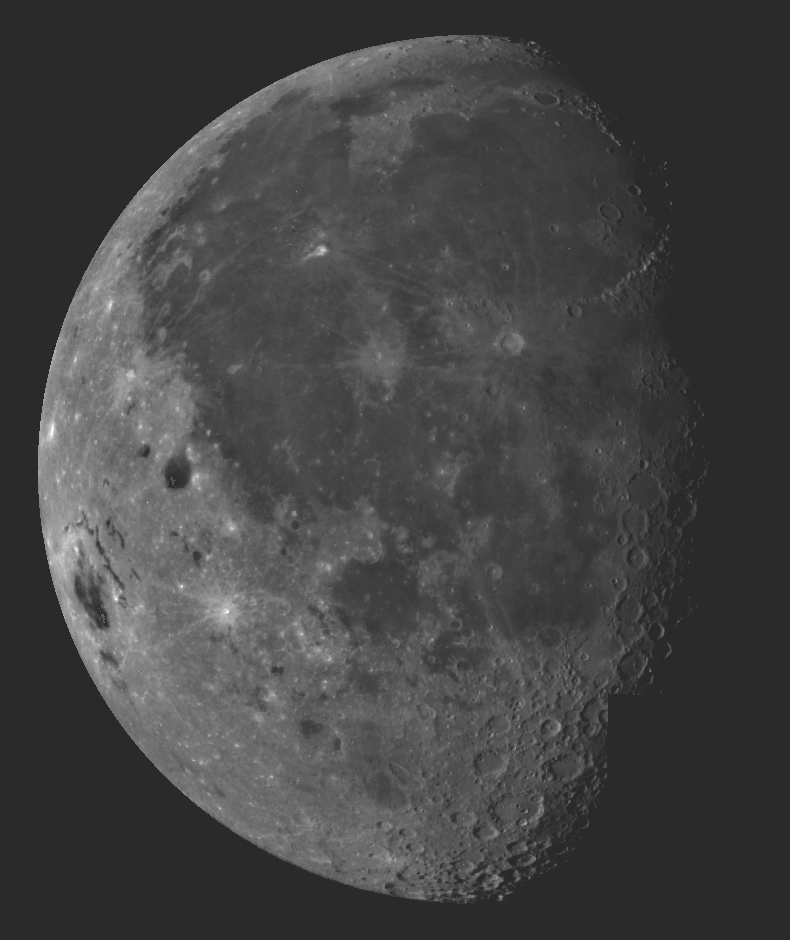
Rechtsboven is de Mare Imbrium te zien; ten zuiden daarvan bevindt zich de Hortensiuskrater.

Maarten van den Hove (Delft, 1605 - Leiden, 7 augustus 1639) was een Nederlandse wiskundige en sterrenkundige. Van den Hove is ook bekend onder de Latijnse naam Martinus Hortensius. Hij ontwikkelde een methode om de diameter van een planeet te bepalen op basis van de hoek die hij met behulp van zijn telescoop kon meten. Op de maan is een krater genoemd naar hem; de Hortensiuskrater heeft een diameter van 14 kilometer.

## Biografie
Mogelijk was Van den Hove de zoon van een chirurgijn, maar de doopregisters in Delft beginnen pas in 1616. Hij studeerde vanaf 1625 in Leiden onder Snellius en Isaac Beeckman. In 1628 werd hij door Beeckman in contact gebracht met Philippe van Lansberge, een Copernicaan. In de jaren daarna zou Van den Hove aan het werk gaan als de assistent van Van Lansberge. Hortensius leverde kritiek op het onderzoek van Tycho Brahe, zich daarmee veel kritiek op de hals halend. Op uitnodiging van Caspar Barlaeus en Gerardus Vossius ging Van den Hove in 1634 wiskunde doceren aan het Athenaeum Illustre als buitengewoon hoogleraar. Hij vertaalde een boekje van Willem Jansz. Blaeu, waarin het heliocentrische wereldbeeld werd uitgelegd aan de hand van globes en gebruikte dat bij zijn onderwijs.
In 1635 werd hij officieel tot hoogleraar benoemd. In zijn inaugurele rede (De dignitate et utilitate Matheseos) hield hij een betoog over de waardigheid en bruikbaarheid van de wiskunde voor de zeevaart, waarbij hij een nauwgezet overzicht leverde van de klassieke wiskunde van de Grieken tot aan de -destijds - moderne ontwikkelingen in de astronomie (zoals de waarnemingen van Galileo). Na 1635 ging Van den Hove ook lesgeven in de optica, maar ondanks zijn aandacht voor de mogelijkheden van de microscoop, bleek hij weinig studenten te kunnen trekken.
Hortensius correspondeerde onder anderen met René Descartes, die hem nogal ambitieus vond, Marin Mersenne, Pierre Gassendi, Christiaan Huygens en Galileo Galilei. Hortensius vatte in 1635 het plan Galilei, die huisarrest had, naar de Republiek te halen. Hij kreeg van de Staten-Generaal der Nederlanden toestemming de waarnemingen van Galilei te controleren, maar de VOC stelde geen instrumenten ter beschikking om observatorische waarnemingen te doen. In 1639 kreeg hij een aanstelling in Leiden, maar hij overleed  aan de tering nog voordat hij kon beginnen met het geven van college.

## Bron
- Miert, D. van (2005) Illuster Onderwijs. Het Amsterdamse Athenaeum in de Gouden Eeuw, 1632-1704, p. 48-51, 202-203.

- Biblioteca Nacional de España: XX1667833
- Bibliothèque nationale de France: cb13007384z (data)
- Biografisch Portaal: 69727747
- Digitale Bibliotheek voor de Nederlandse Letteren: hort005
- Gemeinsame Normdatei: 100360408
- International Standard Name Identifier: 0000 0001 1027 7212
- Library of Congress Control Number: no2003047512
- Nationale Bibliotheek van Tsjechië: mzk2009532495
- Nederlandse Thesaurus van Auteursnamen: 069968519
- Istituto Centrale per il Catalogo Unico: UFIV073708
- LIBRIS: 299453
- Système universitaire de documentation: 081775652
- Virtual International Authority File: 59430710
- WorldCat: E39PBJxd44Tc6kGthPtRM4Y773